# Burgwall Altfriesack
Der Burgwall Altfriesack ist der Burgstall eines slawischen Burgwalls im Nordwesten des Landes Brandenburg. Er liegt am Nordufer des Bützsees im Ortsteil Wustrau-Altfriesack der Gemeinde Fehrbellin.
Der Burgwall war vom 9. bis zum frühen 13. Jahrhundert besetzt und bildete vermutlich einen kultischen Mittelpunkt des Stammes der Zamzizi, die das Zentrum des Ruppiner Landes bewohnten. Er liegt 250 m südlich des heutigen Ortes Altfriesack auf einer in den Bützsee ragenden Landzunge. Die Stelle war strategisch bedeutsam zur Kontrolle einer hier verlaufenden Randstraße entlang des Rhinluchs sowie des Schiffsverkehrs zwischen der Ruppiner Seenkette (unter anderem Tornowsee, Zermützelsee, Ruppiner See und Bützsee) und der Havel.
Zwischen 1845 und 1850 wurde der Burgwall teilweise abgetragen. 1857 wurde in der Nähe eine 1,62 m hohe Figur eines slawischen Pfahlgottes („Altfriesacker Götze“) aus geschnitztem Eichenholz gefunden; sie befindet sich heute im Besitz des Neuen Museums Berlin. Am 400 m südwestlich des Ortes Altfriesack gelegenem „Schlossberg“ (Lage) wurde bronzezeitliche und mittelslawische Keramik gefunden.

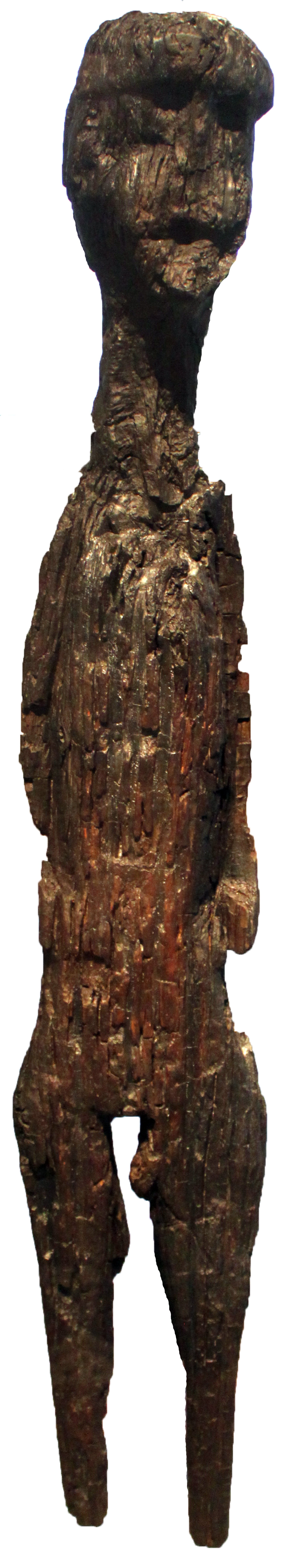
„Altfriesacker Götze“ (Neues Museum Berlin)